# Роновичі

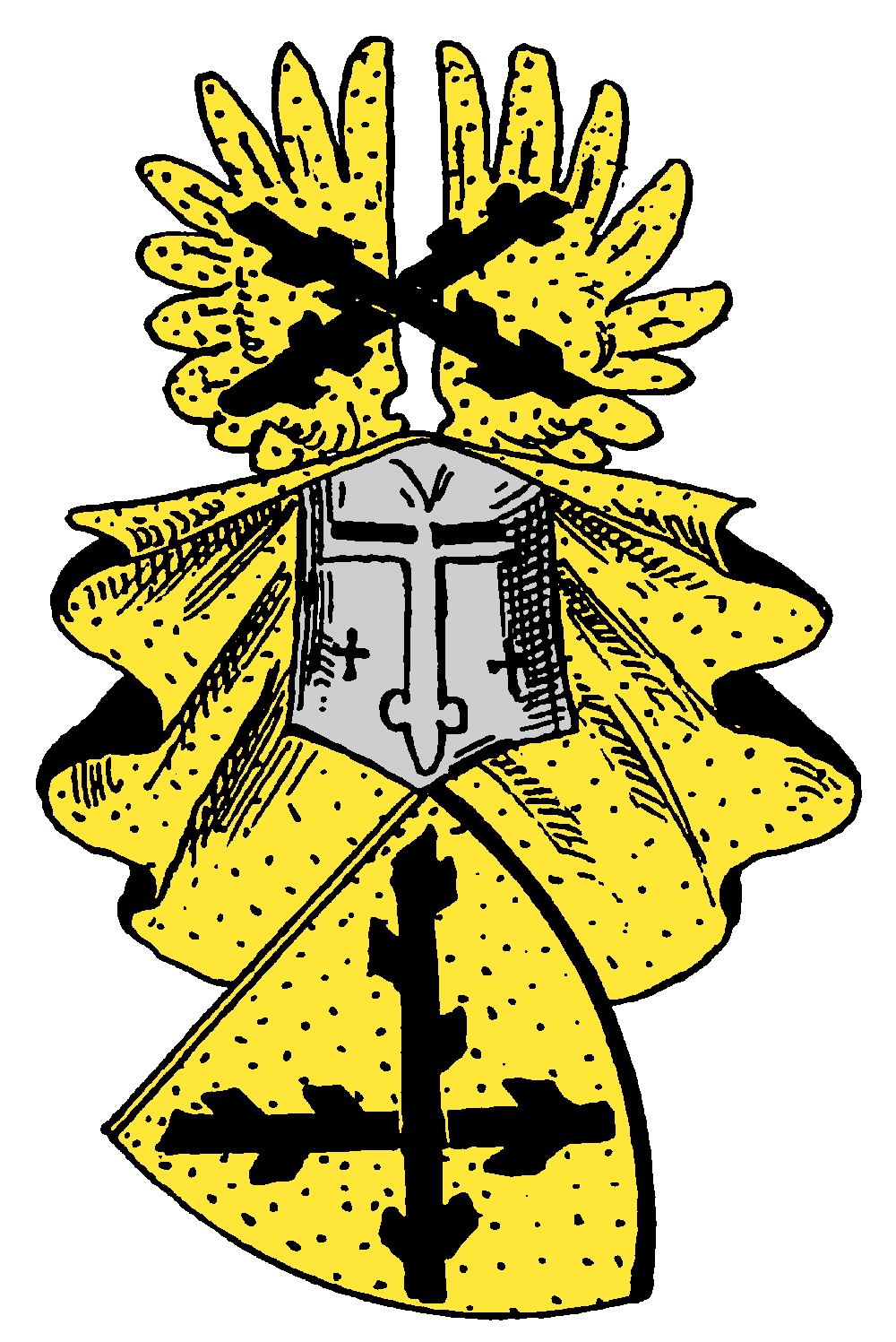
Герб Роновичів

Роно́вичі (чеськ. Ronovci), або фон Ронови (нім. von Ronow) — чеський шляхетний рід. Піддані Богемської корони. Належав до панського стану (німецькою — гери). Походять із Ронова (Житавський округ, Лужиця) від Сміла Світлицького. Родове гніздо — Роновський замок на південь від Чеської Липи. Відгалуження: Липські, Ліхтенбурки, Клінштейнівські (з Клінштейна), Дубські (з Дуби) і Роновські (з Ронова). Також — Ронови, Роновські, Роновці.

## Герб
У золотому щиті дві чорні гілки (від нім. ronne), покладені навхрест.